# Äpplarö naturreservat
Äpplarö naturreservat är ett naturreservat i Österåkers kommun i Stockholms län.
Området är naturskyddat sedan 1972 och är 933 hektar stort. Reservatet omfattar en del av ön Äpplarö med omkring 20 omgivande öar, holmar och skär i Äpplaröfjärden och Gälnan. Reservatet består mest av tallskog men även granskog och barrskog med inslag av lövträd.